# Hypsicomus phaeotaenia
Hypsicomus phaeotaenia är en ringmaskart som först beskrevs av Schmarda 1861.  Hypsicomus phaeotaenia ingår i släktet Hypsicomus och familjen Sabellidae. Inga underarter finns listade i Catalogue of Life.